# Roope Latvala

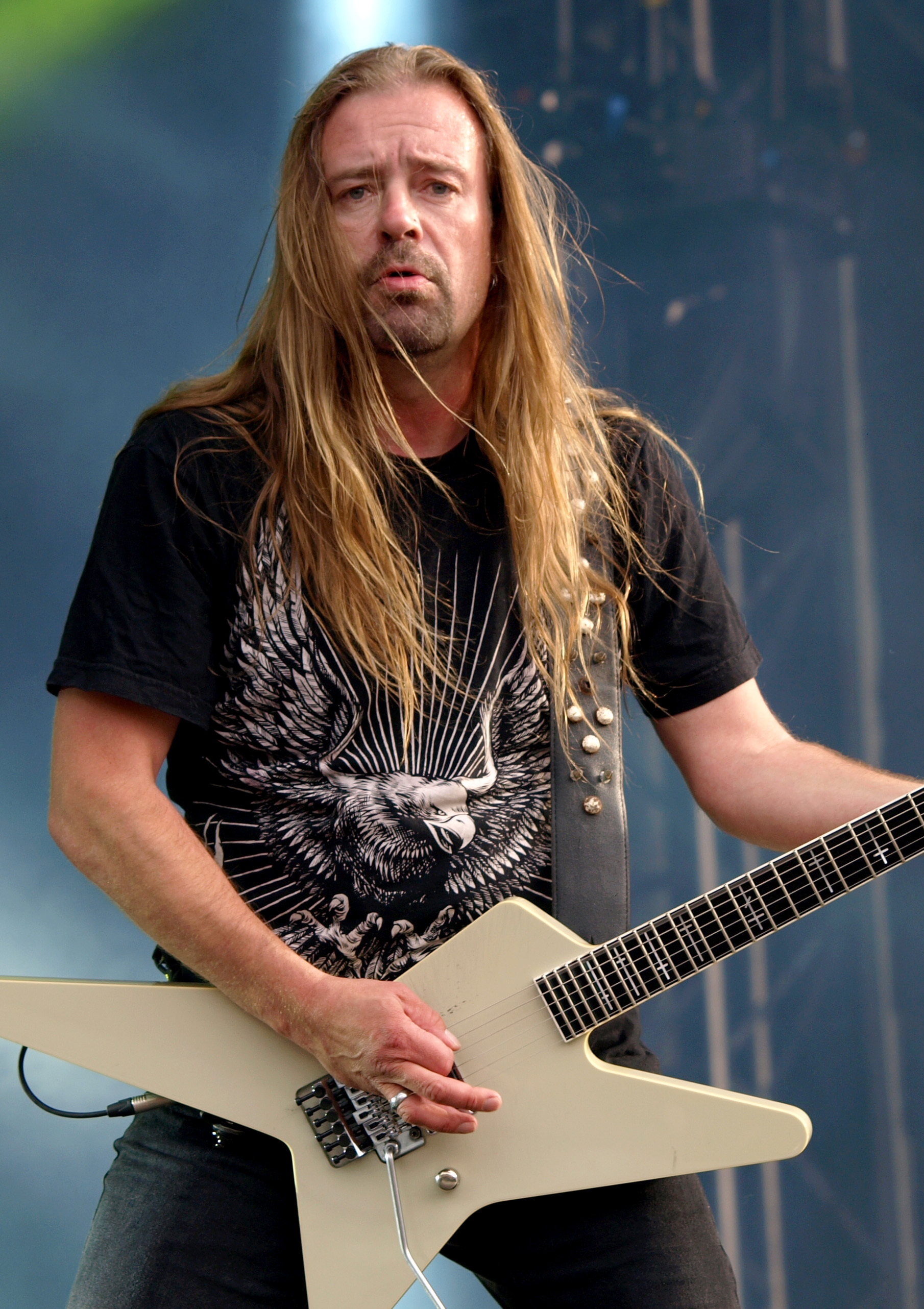
Latvala in 2013

Roope Latvala (Helsinki, 25 juni 1970) is een Finse gitarist die vooral bekend is van de band Stone, die hij oprichtte toen hij 15 was. Hij speelt op dit moment alleen in Children of Bodom en Sinergy en heeft ook een tijdje in Waltari en Gloomy Grim gespeeld.